# Мокров (хутор)
Мокров — опустевший хутор в Кумылженском районе Волгоградской области России. Входит в состав Краснянского сельского поселения. Большинство населения (75 %) составляли (2002) турки .

## География
Расположен в западной части региона, в лесостепи, в пределах Хопёрско-Бузулукской равнины, являющейся южным окончанием Окско-Донской низменности. Хутор находится возле лесозащитной полосы и примыкает к ул. Подгорная хутора Чиганаки 1-е
Уличная сеть состоит из одного географического объекта:  ул. Мокровская
Абсолютная высота 62 метра над уровнем моря.

## Население
| 2010 |
| ---- |
| 0    |

Национальный состав
Согласно результатам переписи 2002 года, в национальной структуре населения
турки составляли 75 % из общей численности населения в 8 человек.

## Инфраструктура
Было развито личное подсобное хозяйство.

## Транспорт
Просёлочные дороги.